# Carl Hindenburg
Carl Friedrich Hindenburg (Dresda, 13 luglio 1741 – Lipsia, 17 marzo 1808) è stato un matematico tedesco.
Si occupò prevalentemente di calcolo combinatorio e probabilità.

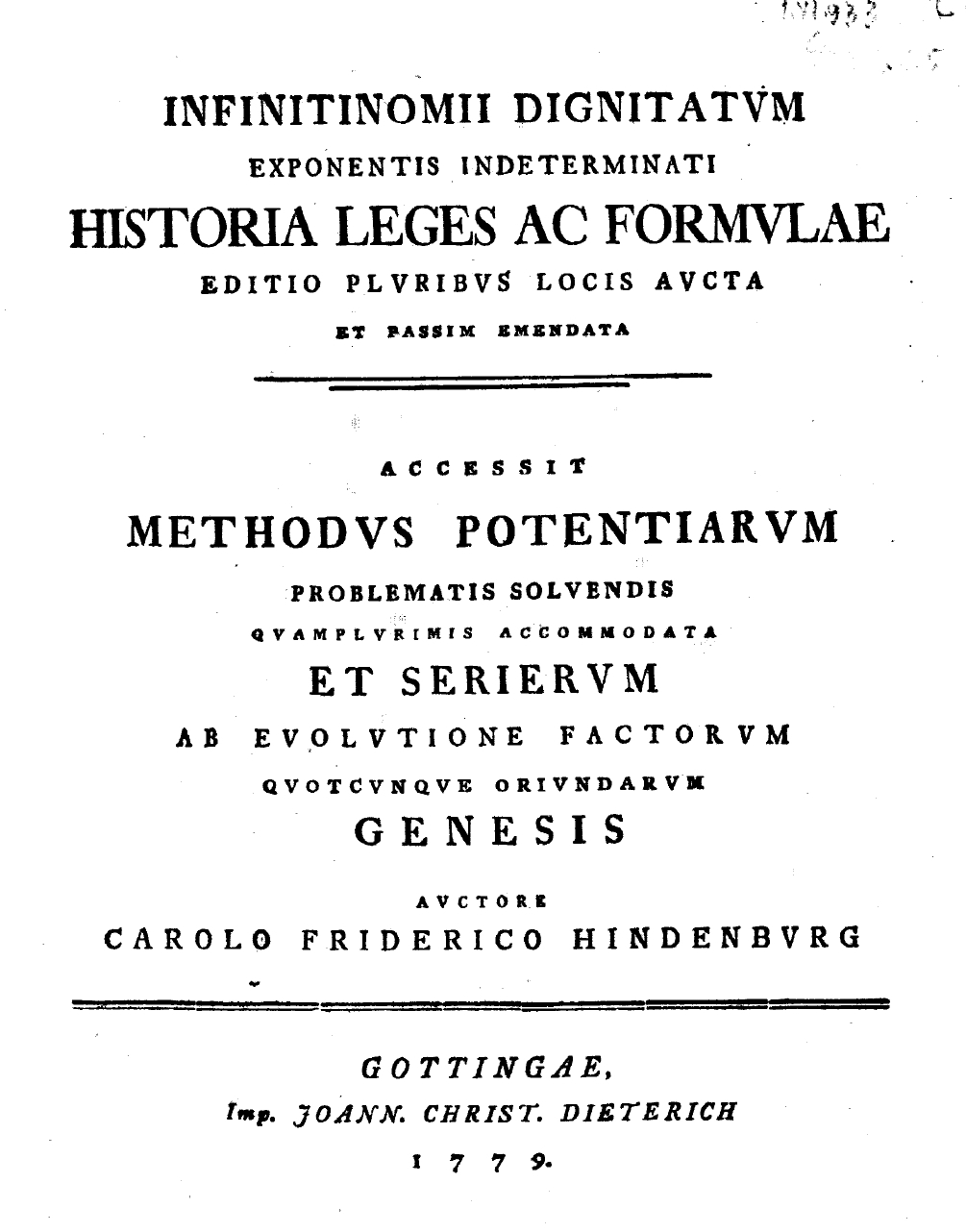
Infinitinomii dignitatum exponentis indeterminati historia leges ac formulae editio pluribus locis aucta et passim emendata, 1779

## Biografia
Hindenburg non frequentò una scuola, bensì fu istruito a casa da un tutore privato come stabilito da suo padre, un mercante. Frequentò l'università di Lipsia dal 1757 e seguì corsi di medicina, filosofia, latino, greco, fisica, matematica ed estetica. Pubblicò opere di filologia fra il 1763 e il 1769.
Suo mentore fu Christian Fürchtegott Gellert, un popolare docente di Lipsia che gli presentò Schönborn, un altro studente. L'interesse di Schönborn per la matematica contagiò Hindenburg, che conseguì una laurea magistrale a Lipsia nel 1771 e divenne libero docente nello stesso anno. La prima pubblicazione matematica di Hindenburg, Beschreibung einer ganz neuen art, nach einem bekannten Gesetze fortgehende Zahlen durch Abzahlen oder Abmessen bequem und sicher zu finden ("Descrizione di un metodo del tutto nuovo per trovare in base ad alcune leggi conosciute delle serie di numeri attraverso calcoli o misurazioni comodi e sicuri"), discese dal suo progetto di portare gli elenchi di numeri primi a cinque milioni di unità. Nel libro, produsse un crivello di Eratostene meccanico, indipendentemente dal lavoro di Felkel. Il libro conteneva inoltre risultati di analisi diofantea lineare e altro.
Nel 1778 cominciò una serie di pubblicazioni in materia combinatoria, in particolare su probabilità, serie e formule differenziali. Lavorò a una generalizzazione del teorema binomiale e influenzò Gudermann nel suo lavoro sull'espansione di funzioni in serie di potenze.
Hindenburg fu chiamato dall'università di Leipzig come professore di filosofia nel 1781 e poi di fisica nel 1786, grazie a una dissertazione in materia di pompe idrauliche. Fu poi preside e infine rettore (1792). Il 5 agosto 1806 divenne membro dell'accademia delle scienze di Berlino.
Hindenburg co-fondò le prime riviste scientifiche di matematica in Germania. Dal 1780 al 1800, collaborò a quattro riviste di matematica e applicazioni: due di questi, Leipziger Magazin für reine und angewandte Mathematik (1786–1789) e Archiv für reine und angewandte Mathematik (1795–1799), pubblicarono opere di Johann Heinrich Lambert riviste da Johann Bernoulli. Nel 1796, pubblicò Sammlung combinatorisch-analytischer Abhandlungen, che sosteneva il teorema multinomiale di de Moivre fosse l'affermazione più importante di tutta l'analisi.
Secondo Donald Knuth, Heinrich August Rothe fu discepolo di Hindenburg così come Johann Karl Burckhardt – che pubblicò Theorie der Kettenbrüche dietro suo incoraggiamento – e Christian Kramp, col suo lavoro combinatorio.

## Opere
- (LA) Infinitinomii dignitatum exponentis indeterminati historia leges ac formulae editio pluribus locis aucta et passim emendata, Göttingen, Johann Christian Dieterich, 1779.